# Остра-Ветере
Остра-Ветере (італ. Ostra Vetere) — муніципалітет в Італії, у регіоні Марке,  провінція Анкона.
Остра-Ветере розташована на відстані близько 200 км на північ від Рима, 37 км на захід від Анкони.
Населення — 3344 особи (2014).

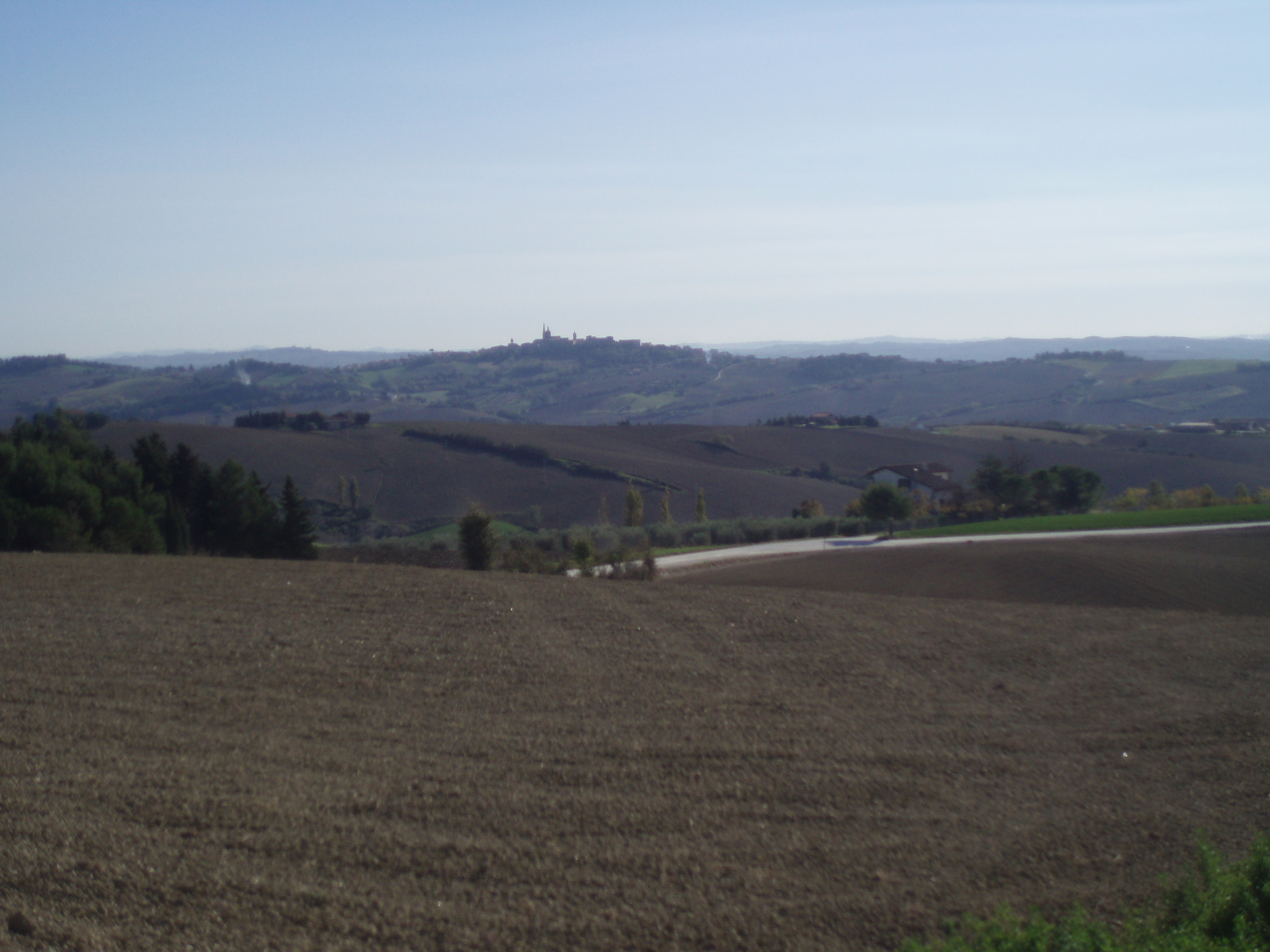

Щорічний фестиваль відбувається 24 червня. Покровитель — святий Іван Хреститель.

## Демографія
Населення за роками:

Станом на 1 січня 2023 року в муніципалітеті офіційно проживало 198 іноземців з 29 країн, серед них 48 громадян країн Євросоюзу та 6 громадян України.

## Сусідні муніципалітети
- Барбара
- Кастеллеоне-ді-Суаза
- Коринальдо
- Монтекаротто
- Остра
- Серра-де'-Конті